# Charles-Louis de Haller
Pour les articles homonymes, voir Haller.
Karl Ludwig von Haller, né le 1er août 1768 à Berne et mort le 20 mai 1854 à Soleure, est un homme politique et philosophe suisse.

## Biographie
Haller est le fils de l'historien Gottlieb Emanuel von Haller (de) et le petit-fils du poète et savant Albrecht von Haller. Après des études à la haute école de Berne, il se lance dans une carrière publique.
Il effectue ainsi plusieurs missions diplomatiques au service de sa cité natale à l'époque des guerres de la Révolution. Il est notamment envoyé en Italie du Nord où, en 1797, il rencontre Napoléon, et délégué au congrès de Rastatt. En 1798, il rédige un projet de constitution pour Berne puis s'oppose à la République helvétique mise en place après l'invasion française avec son journal Helvetische Annalen (« Annales helvétiques »). Bihebdomadaires, elles paraissent à partir d'avril 1798 et se rendent populaires chez les partisans du fédéralisme et de l'Ancien Régime. Cependant, elles font rapidement l'objet de mesures de restriction de la presse et leur parution est interrompue en novembre.
Menacé d'arrestation, Haller s'exile à Vienne où il sert dans l'administration autrichienne de 1799 à 1805. Par la suite, de retour en Suisse, il exerce différentes fonctions académiques et politiques. Professeur de droit public, censeur et vice-recteur de l'académie de Berne, il siège au Grand Conseil de ville à partir de 1810 puis au Petit Conseil à partir de 1811. Il est en outre élu membre du Grand Conseil de la république de Berne à la faveur de la Restauration en 1814. Il quitte cependant l'enseignement en 1817.
Entretemps, la parution de son œuvre la plus importante, Restauration der Staatswissenschaft (« Restauration de la science politique »), a commencé avec le premier volume en 1816. Ce travail vaut à Haller une célébrité internationale et, par la suite, son activisme politique et ses autres écrits, tel son traité sur les Cortès espagnoles, consolident sa réputation de réactionnaire.
Cependant, sa conversion au catholicisme en 1820 – il était protestant – compromet sa position. Démis de ses fonctions par le Grand Conseil de Berne en 1821, il quitte à nouveau la Suisse et travaille à partir de 1824 pour le ministère des Affaires étrangères français à Paris. Il participe à la rédaction du journal Mémorial catholique. De retour en Suisse au début des années 1830, il s'installe à Soleure où il participe à la politique locale, correspond avec les milieux conservateurs européens et rédige des brochures contre la Révolution, le libéralisme et la franc-maçonnerie. Il y trouve la mort en 1854.

## Œuvre
La pensée de Haller se veut la démonstration de l'erreur historique que représente la Révolution et une légitimation intellectuelle de l'Ancien Régime.
Dans son œuvre-maîtresse Restauration der Staatswissenschaft, Haller réfute la doctrine de Rousseau selon laquelle le contrat social procède de la loi naturelle en développant sa propre théorie de la formation de l'État. Si Rousseau prend pour point de départ une société divisée en individus, les relations sociales pour Haller trouvent leur origine dans la domination naturelle du fort sur le faible, qui recherche sa protection et le sert. L'État est alors une somme de relations de pouvoir ordonnées – mari et femme, maître et serviteurs, roi et sujets... – et régulées par des contrats privés. L'autorité de l'État s'appuie sur l'Église et le pouvoir du souverain se trouve circonscrit entre, en haut, la volonté divine et, en bas, les droits du sujet ; système politique que Haller appelle l'État patrimonial.
Cette doctrine contre-révolutionnaire et antimoderne rencontre un certain succès à son époque dans les milieux conservateurs européens : le romantisme politique d'Adam Müller et Achim von Arnim, la vision de l'État de Louis de Bonald et Joseph de Maistre aussi bien que le conservatisme prussien reçoivent son influence, au point que Restauration der Staatswissenschaft a donné son nom à la période suivant les guerres napoléoniennes : la Restauration. Ce « Bonald helvétique » prône, comme le « philosophe de l'Aveyron », les « institutions naturelles » qu'il oppose aux « conventions factices ».
Haller dénonce en outre l'influence de la franc-maçonnerie en Suisse. Et dans sa « Digression sur l'esclavage », au sein du troisième volume de Restauration der Staatswissenschaft (1818), il fournit une justification de ce système coercitif.

## Publications
- Restauration der Staats-Wissenschaft oder Theorie des natürlich-geselligen Zustands der Chimäre des künstlich-bürgerlichen entgegengesezt, 6 volumes, 1816-1834.
- Restauration de la science politique, ou Théorie de l'état social naturel opposée à la fiction d'un état civil factice, Lyon, Rusand, 1825, 526 p. (lire en ligne)
- Über die Constitution der Spanischen Cortes, 1820.
- Freymaurerey und ihr Einfluss auf die Schweiz, Schaffhouse, Hurter, 1840.

- Frammassoneria e sua influenza sulla Svizzera, Lucerne, 1847.